# Mile One Centre
Le Mile One Centre, auparavant Mile One Stadium, est une salle polyvalente de Saint-Jean dans la province de Terre-Neuve-et-Labrador au Canada.

## Historique
Elle ouvre en 2001.

## Événements
- Skate Canada 2005